# Bill Paxton
William "Bill" Paxton (Fort Worth, Texas, 17 de maig de 1955 - 25 de febrer de 2017) fou un actor, director i productor estatunidenc. Va ser nominat al Premi Globus d'Or, als Premi Emmy i va guanyar el premi del sindicat d'actors. Era conegut per les seves interpretacions en pel·lícules, com Aliens (1986), True Lies (1994), Apol·lo 13 (1995), Twister (1996), Titanic (1997), Vertical Limit (2000), Edge of Tomorrow (2014) o en la sèrie Big Love.

## Biografia
Fill de John Lane Paxton (empresari) i de Mary Lou Paxton (el nom de soltera era Mary Lou Gray), Bill Paxton es va traslladar a la ciutat de Los Angeles quan tenia 18 anys, on va trobar feina a la indústria del cinema de la mà de Roger Corman. Després d'uns anys, es va traslladar a Nova York, on va estudiar interpretació a la Universitat de Nova York.
Va contraure matrimoni en dues ocasions, la primera amb Kelly Rowan. Van estar junts un any, de 1979 a 1980, quan finalment es van divorciar. Després es va casar amb Louise Newbury el 1987, a la qual va conèixer en un autobús a Londres (Regne Unit) i van estar junts fins que ell es va morir. La parella va tenir dos fills en comú, James Paxton (nascut en 1994) i Lydia Paxton (nascuda en 1997).
Streets of Fire (1984), Terminator (1984) o Aliens (1986) són alguns exemples dels inicis coneguts de Paxton com a actor. Tant Terminator com Aliens van ser dirigides per James Cameron i es van convertir en un èxit de crítica i públic, la qual cosa va afavorir la carrera de l'actor. Després va participar en pel·lícules de poca repercussió i va tornar a rodar a les ordres de James Cameron en True Lies (1994), protagonitzada per Arnold Schwarzenegger i Jamie Lee Curtis i que va aconseguir recaptar 370 milions de dòlars a tot el món.
Apol·lo 13 (1995) i Twister (1996) van ser els seus següents èxits. En la primera va treballar al costat de Tom Hanks, Ed Harris i Kevin Bacon, i es va aconseguir recaptar 355 milions de dòlars, la pel·lícula va tenir nou nominacions als Oscar, incloent l'Oscar a la millor pel·lícula, i Paxton va guanyar el Premi del Sindicat d'Actors al Millor repartiment. Amb Twister, pel·lícula dirigida per Jan de Bont i que va protagonitzar al costat d'Helen Hunt i Philip Seymour Hoffman, es va aconseguir recaptar 500 milions de dòlars a tot el món.
Un any després d'aquest llargmetratge va tornar a treballar a les ordres de James Cameron en Titanic (1997), interpretant a Brock Lovett, l'empresari obsessionat amb les restes del Titanic. La pel·lícula es va convertir en un extraordinari èxit, recaptant més de 1800 milions de dòlars en tot el planeta i guanyant onze Oscars, incloent l'Oscar a la millor pel·lícula. Després de l'èxit de Titanic, Paxton va protagonitzar un telefilme, A Bright Shining Lie (1998), que li va suposar una candidatura al Globus d'Or al millor actor de miniserie o telefilm. A la dècada dels 2000 va participar en pel·lícules com Vertical Limit (2000), en la qual compartia cartell amb Chris O'Donnell, O-571 (2000) o en les seqüeles de Spy Kids, Spy Kids 2: The Island of Lost Dreams (2002) i Spy Kids 3-D: Game Over (2003), ambdues protagonitzades per Antonio Banderas. D'altra banda, va protagonitzar l'adaptació al cinema de Thunderbirds (2004) juntament amb Ben Kingsley i Vanessa Anne Hudgens, que no va funcionar en taquilla com s'esperava i amb prou feines va rebre suport de la premsa especialitzada.
Protagonitzà la sèrie Big Love al costat de Jeanne Tripplehorn, Amanda Seyfried i Chloë Sevigny des de 2006. Pel seu paper va ser guardonat en tres ocasions al Globus d'or en la categoria de Millor actor de sèrie de televisió dramàtica i als Emmy. El 2011 va estrenar Knockout, pel·lícula en la qual actua al costat de Channing Tatum, Michael Douglas, Ewan McGregor i Antonio Banderas.
EL 2012 va protagonitzar la minisèrie televisiva Hatfields & McCoys, al costat de Kevin Costner i dirigida per Kevin Reynolds. Paxton va ser nominat a l'Emmy en la categoria a millor actor principal en minisèrie, que finalment va guanyar el seu company de repartiment Kevin Costner. La minisèrie consta de tres capítols i va ser emesa pel canal Història.

## Filmografia

### Cinema
| Any  | Títol                                                            | Paper                          | Notes                                                                    |
| ---- | ---------------------------------------------------------------- | ------------------------------ | ------------------------------------------------------------------------ |
| 1975 | Crazy Mama                                                       | John                           | No surt als crèdits                                                      |
| 1980 | Fish Heads                                                       |                                | Curtmetratge                                                             |
| 1981 | Una legió de guillats                                            | Soldat                         |                                                                          |
| 1983 | Night Warning                                                    | Eddie                          |                                                                          |
| 1983 | Taking Tiger Mountain                                            | Billy Hampton                  |                                                                          |
| 1983 | Deadly Lessons                                                   | Eddie Fox                      | Telefilm                                                                 |
| 1983 | Mortuary                                                         | Paul Andrews                   |                                                                          |
| 1983 | The Lords of Discipline                                          | Gilbreath                      |                                                                          |
| 1984 | Impulse                                                          | Eddie                          |                                                                          |
| 1984 | Streets of Fire                                                  | Clyde the Bartender            |                                                                          |
| 1984 | Terminator                                                       | Punk Leader                    |                                                                          |
| 1985 | An Early Frost                                                   | Bob Maracek                    |                                                                          |
| 1985 | The Atlanta Child Murders                                        | Campbell                       | Telefilm                                                                 |
| 1985 | Commando                                                         | Intercept Officer              |                                                                          |
| 1985 | Weird Science                                                    | Chet Donnelly                  |                                                                          |
| 1986 | Fresno                                                           | Billy Joe Bobb                 |                                                                          |
| 1986 | Aliens                                                           | Soldat William Hudson          |                                                                          |
| 1987 | Near Dark                                                        | Severen                        |                                                                          |
| 1989 | Slipstream                                                       | Matt Owens                     |                                                                          |
| 1989 | Amb la seva pròpia llei                                          | Gerald Gates                   |                                                                          |
| 1989 | Back to Back                                                     | Bo Brand                       |                                                                          |
| 1990 | Brain Dead                                                       | Jim Reston                     |                                                                          |
| 1990 | The Last of the Finest                                           | Howard 'Hojo' Jones            |                                                                          |
| 1990 | Navy Seals, comandament especial                                 | Dane                           |                                                                          |
| 1990 | Predator 2                                                       | Jerry Lambert                  |                                                                          |
| 1991 | The Dark Backward                                                | Gus                            |                                                                          |
| 1992 | The Vagrant                                                      | Graham Krakowski               |                                                                          |
| 1992 | Pas en fals (One False Move)                                     | Dale "Hurricane" Dixon         |                                                                          |
| 1992 | Trespass                                                         | Vince                          |                                                                          |
| 1993 | Monolith                                                         | Tucker                         |                                                                          |
| 1993 | Indian Summer                                                    | Jack Belston                   |                                                                          |
| 1993 | La meva obsessió per Helena (Boxing Helena)                      | Ray O'Malley                   |                                                                          |
| 1993 | Tombstone                                                        | Morgan Earp                    |                                                                          |
| 1994 | Frank and Jesse                                                  | Frank James                    |                                                                          |
| 1994 | True Lies                                                        | Simon                          |                                                                          |
| 1994 | Future Shock                                                     | Vince                          |                                                                          |
| 1995 | L'últim sopar (The Last Supper)                                  | Zachary Cody                   |                                                                          |
| 1995 | Apol·lo 13                                                       | Fred Haise                     |                                                                          |
| 1996 | Twister                                                          | Bill Harding                   |                                                                          |
| 1996 | La força de la tendresa. La història continua (The Evening Star) | Jerry Bruckner                 |                                                                          |
| 1997 | Titanic                                                          | Brock Lovett                   |                                                                          |
| 1997 | El viatger (Traveller)                                           | Bokky                          |                                                                          |
| 1998 | A Bright Shining Lie                                             | John Paul Vann                 | Telefilm Nominació − Globus d'Or al millor actor en minisèrie o telefilm |
| 1998 | A Simple Plan                                                    | Hank                           |                                                                          |
| 1998 | Mighty Joe Young                                                 | Professor Gregory O'Hara       |                                                                          |
| 2000 | U-571                                                            | Tinent Comandant Mike Dahlgren |                                                                          |
| 2000 | Límit vertical (Vertical Limit)                                  | Elliot Vaughn                  |                                                                          |
| 2001 | Frailty                                                          | Dad Meiks                      | Director                                                                 |
| 2002 | Spy Kids 2: Island of Lost Dreams                                | Dinky Winks                    |                                                                          |
| 2003 | Ghosts of the Abyss                                              | Narrador                       |                                                                          |
| 2003 | Eat You Alive                                                    | Xèrif                          | No surt als crèdits                                                      |
| 2003 | Resistance                                                       | Major Theodore "Ted" Brice     |                                                                          |
| 2003 | Spy Kids 3-D: Game Over                                          | Dinky Winks                    |                                                                          |
| 2004 | Club Disbauxa (Club Dread)                                       | Coconut Pete                   |                                                                          |
| 2004 | Haven                                                            | Carl Ridley                    |                                                                          |
| 2004 | Thunderbirds                                                     | Jeff Tracy                     |                                                                          |
| 2005 | The Greatest Game Ever Played                                    |                                | Director                                                                 |
| 2005 | Magnificent Desolation: Walking on the Moon 3D                   | Edgar Mitchell                 | Curtmetratge                                                             |
| 2007 | The Good Life                                                    | Robbie                         |                                                                          |
| 2011 | Haywire                                                          | John Kane                      |                                                                          |
| 2011 | Tattoo                                                           |                                | Director                                                                 |
| 2012 | Shanghai Calling                                                 | Donald                         |                                                                          |
| 2013 | The Colony                                                       | Mason                          |                                                                          |
| 2013 | 2 Guns                                                           | Earl                           |                                                                          |
| 2013 | Red Wing                                                         | Jim Verret                     |                                                                          |
| 2014 | Edge of Tomorrow                                                 | Master Sergeant Farrell        |                                                                          |
| 2014 | Million Dollar Arm                                               | Tom House                      |                                                                          |
| 2014 | Nightcrawler                                                     | Joe Loder                      |                                                                          |
| 2015 | Pixies                                                           | Eddie Beck                     | Veu                                                                      |
| 2016 | Term Life                                                        | Detectiu Keenan                |                                                                          |
| 2016 | Mean Dreams                                                      | Wayne Caraway                  |                                                                          |
| 2017 | The Circle                                                       | Vinnie Holland                 | Llançament postmortem                                                    |

### Televisió
| Any       | Títol                                | Paper               | Notes                                                                                                  |
| --------- | ------------------------------------ | ------------------- | --- |
| 1986      | Miami Vice                           | Detectiu Vic Romano | Episodi: "Streetwise"                                                                                  |
| 1987      | The Hitchhiker                       | Trout               | Episodi: "Made for Each Other"                                                                         |
| 1993      | Tales from the Crypt                 | Billy DeLuca        | Episodi: "People Who Live in Brass Hearses"                                                            |
| 2003      | Frasier                              | Ernie               | Episodi: "Analyzed Kiss"                                                                               |
| 2006−2011 | Big Love                             | Bill Henrickson     | 53 episodis Nominació − Globus d'Or al millor actor en sèrie de televisió dramàtica (2007, 2008, 2010) |
| 2012      | Hatfields & McCoys                   | Randolph McCoy      | 3 episodis Nominació − Primetime Emmy al millor actor en minisèrie o telefilm                          |
| 2013      | JFK: The Day That Changed Everything | Narrador            | Documental                                                                                             |
| 2014      | Agents of S.H.I.E.L.D.               | John Garrett        | 6 episodis                                                                                             |
| 2015      | Texas Rising                         | Sam Houston         | 5 episodis                                                                                             |